# Katholieke Kerk in Suriname

Suriname

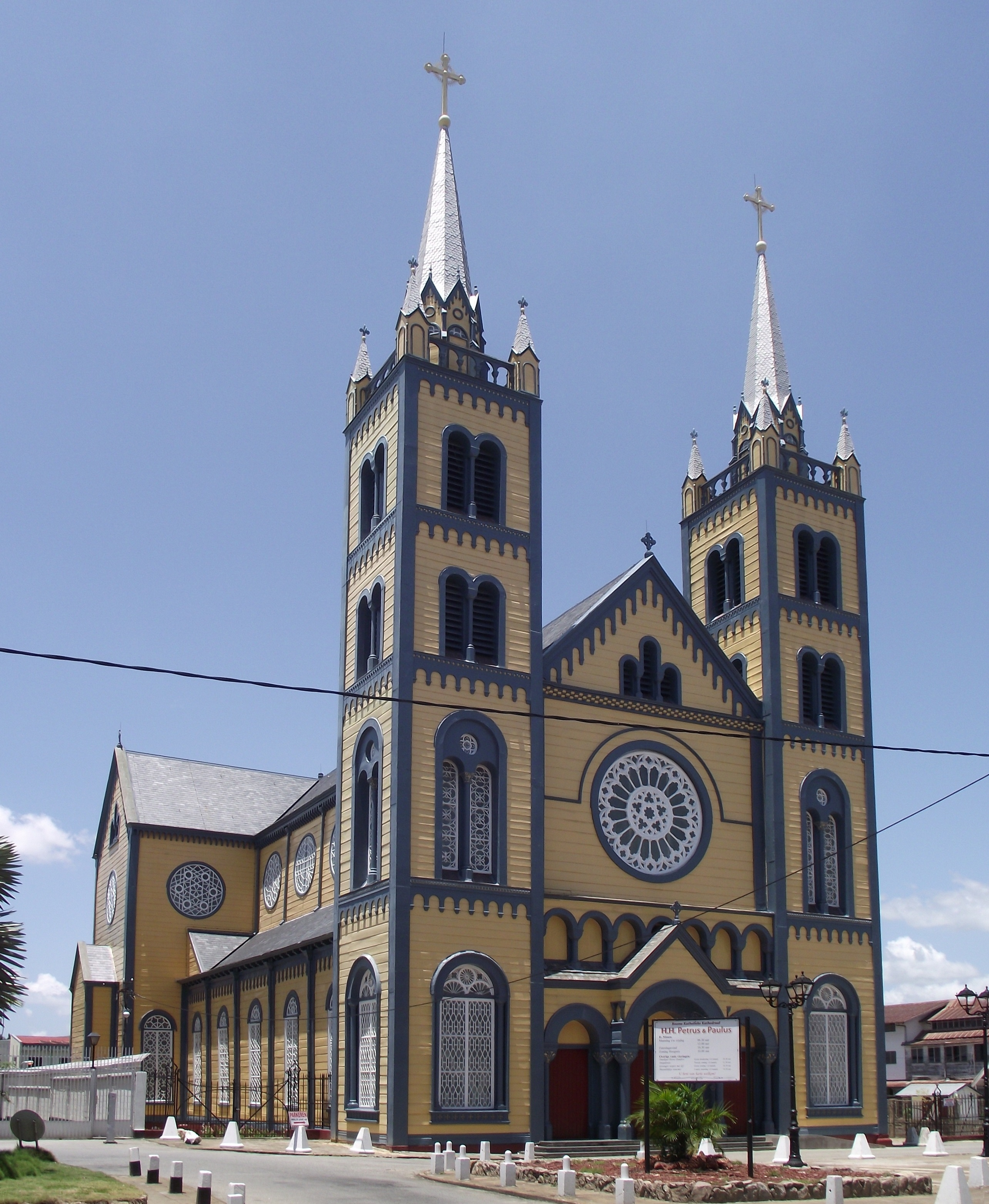
Sint-Petrus-en-Pauluskathedraal in Paramaribo

De Katholieke Kerk in Suriname bestaat uit een enkel bisdom, het Bisdom Paramaribo, en is onderdeel van de wereldwijde Katholieke Kerk, onder het geestelijk leiderschap van de paus en de curie in Rome.

## Demografie
Naar de volkstelling van 2012 wonen er 117.261 katholieken in Suriname. De Rooms-Katholieke Kerk is daarmee de grootste religieuze denominatie in het land (21,6% van de bevolking). Het katholicisme komt het vaakst voor onder inheemsen (56%), gemengden (43%), creolen (41%), boeroes (35%), marrons (23%) en Chinezen (14%). Onder Javaanse Surinamers (5%) en Hindoestanen (2%) zijn er relafief weinig katholieken.

## Bisschop
Op 11 november 2015 werd Mgr. Karel Choennie benoemd tot bisschop van Paramaribo. Het bisdom Paramaribo maakt deel uit van de kerkprovincie Port of Spain op Trinidad en Tobago. De bisschop neemt deel aan de bisschoppenconferentie van de Antillen, onder presidentschap van Patrick Christopher Pinder, aartsbisschop van Nassau (Bahama's). Verder is de bisschop lid van de Consejo Episcopal Latinoamericano.
- Lijst van bisschoppen van Paramaribo

## Nuntius
- Lijst van nuntii voor Suriname

## Geschiedenis

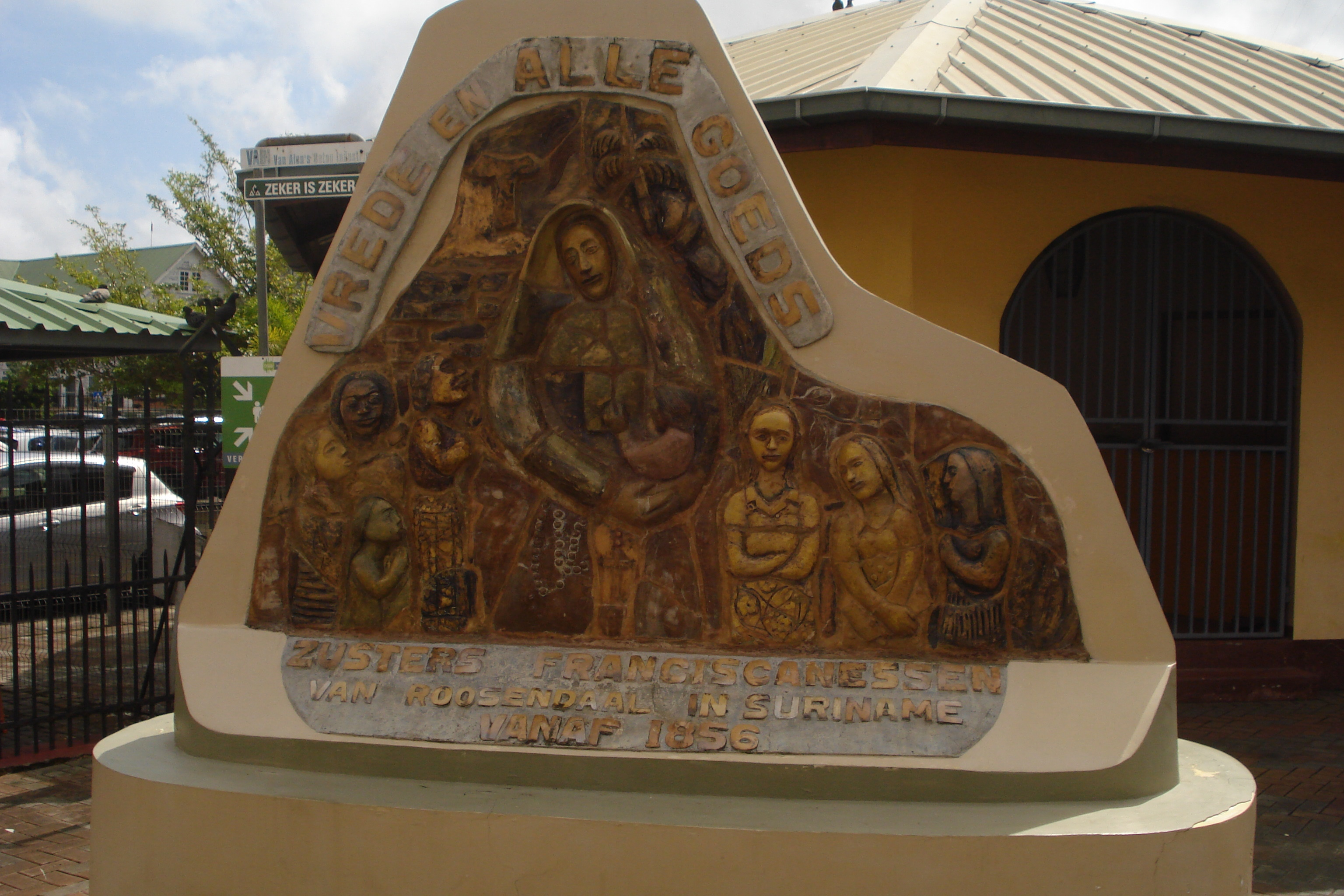
De gedenkzuil van de Franciscanessen van Roosendaal in Paramaribo voor meer dan anderhalf eeuw missiewerk in Suriname, onthuld in 2014

De volgende groepen van seculiere priesters en reguliere congregaties (orden) zijn in Suriname actief geweest, in chronologie van aankomst:
- Minderbroeders (1683-1686)[4]
- Seculiere priesters (1786-1793)
- Seculiere priesters (1816-1865)
- Franciscanessen van Roosendaal (1856)
- Redemptoristen  (1866)
- Zusters van Liefde van Tilburg (1894)
- Franciscanessen van Oudenbosch (1925)
- Fraters van Tilburg  (1902)
- Dochters van Onze Lieve Vrouw van het Heilig Hart (1932)
- De Graal (1948)
- Oblaten van de Onbevlekte Maagd Maria (1949)
- Franciscanessen-missionarissen van Maria (Witte Zusters) (1974)

## Bekende katholieken

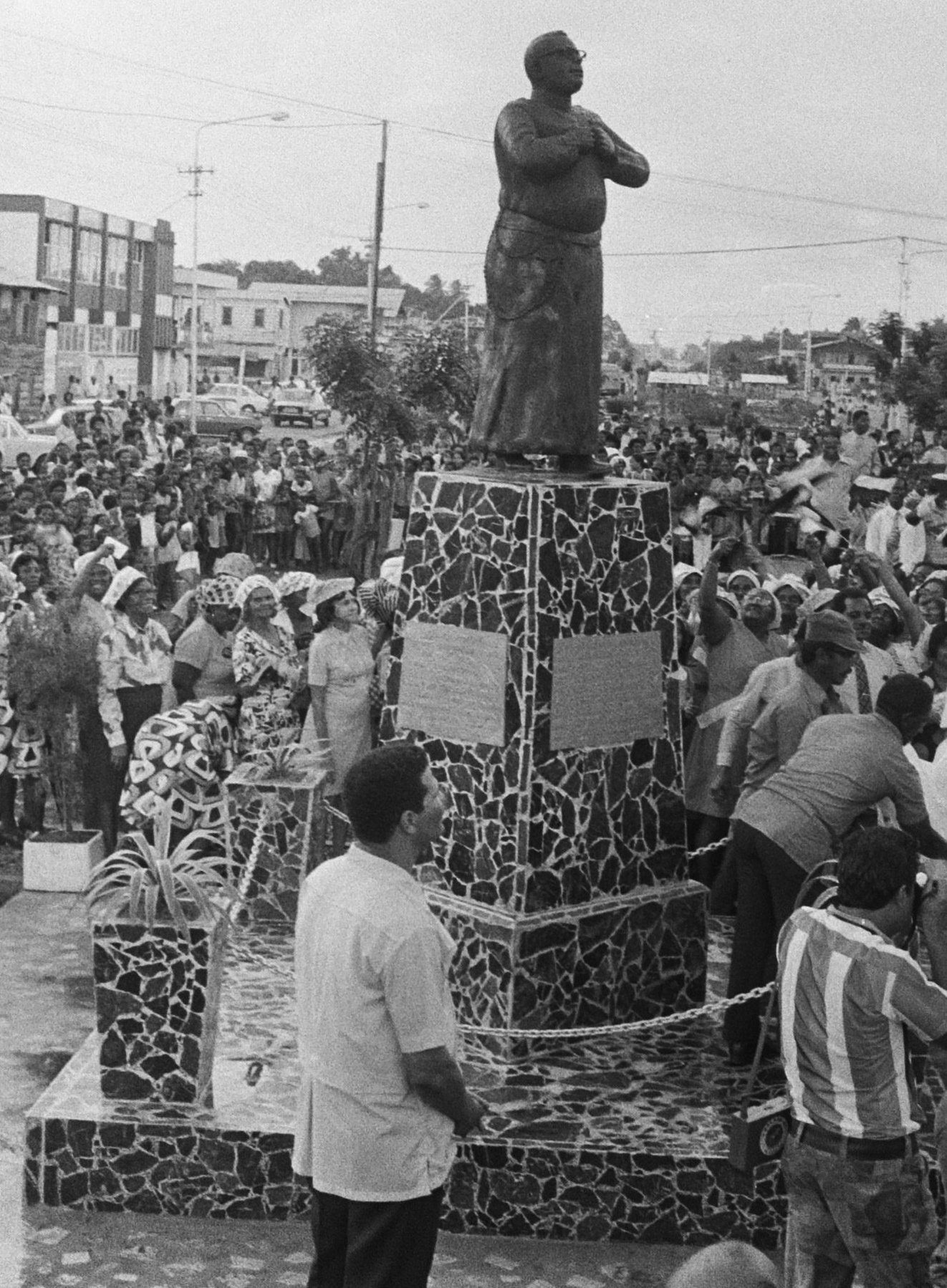
Gedenkteken Jozef Weidmann, 1975

- Lijst van R.K.-religieuzen te Suriname -niet zijnde bisschop- met een eigen wikipedia-pagina, alfabetisch op achternaam:
  - Richard Abbenhuis
  - Willem Ahlbrinck
  - Arnoldus Borret
  - Cornelius van Coll
  - Petrus Donders
  - Gerda Van Dooren
  - Franciscus Harmes
  - Stephanus Meurkens
  - Frans Morssink
  - Bas Mulder
  - Henri Rikken
  - Joannes Romme
  - Engelbert Startz
  - Joop Vernooij
  - Jozef Weidmann
  - Gerard Wortelboer